# Izmael (jméno)
Izmael (též Ismael) je mužské křestní jméno.
Jméno je hebrejského původu (יִשְׁמָעֵאל =Jišma'el) a znamená „Bůh vyslyšel“. Ve Starém zákoně to bylo jméno Abrahamova syna.

## Nositelé jména
- Ismael se jmenoval vypravěč v románu Bílá velryba od Hermana Melvilla.[2]

## Jiné významy
- Hurikán Ismael (1995)
- Palác Ismaeli-Gabrielis (Chorvatsko)